# Чайникът на Ръсел
Чайникът на Ръсел (понякога наричан небесният чайник или космическият чайник) е аналогия, направена за първи път от философа Бъртранд Ръсел (1872-1970), за да илюстрира защо философската тежест на доказване, особено що се отнася до религията, пада върху този, който изказва научно нефалсифицируеми твърдения, а прехвърлянето ѝ върху опонента е нелегитимно. Ръсел пише, че ако твърди, че един чайник обикаля в орбита около Слънцето някъде между Земята и Марс, би било безсмислено да очаква хората да му повярват само защото не могат да му докажат, че твърдението му е невярно. Аналогията с чайника и днес често се споменава в спорове за съществуването на Бога.

## Аргументът на Ръсел
В своя статия със заглавие „Има ли Бог“, платена, но така и непубликувана в сп. Illustrated през 1952 г., Ръсел пише:
| „ | Множество вярващи хора говорят така, сякаш е работа на скептиците да опровергават общоприети догми, наместо да е работа на догматиците да ги доказват. Това, разбира се, е погрешно. Ако предположа, че между Земята и Марс има порцеланов чайник, обикалящ около Слънцето по елипсовидна орбита, никой няма да е способен да опровергае моето твърдение, при положение че предвидливо съм уточнил, че чайникът е прекалено малък, за да бъде засечен дори от най-мощните ни телескопи. Но ако отида по-далеч и кажа, че понеже твърдението ми не може да бъде оборено, би било недопустимо да се подлага на съмнение, с право ще бъда обвинен, че говоря безсмислици. Ако все пак съществуването на такъв чайник беше посочено и в древни книги, беше преподавано като свещена истина всяка неделя и беше внушавано в умовете на децата в училище, колебанието в неговото съществуване би било признак на ексцентричност, а съмняващият се ще привлече вниманието на психиатър в ерата на Просвещението, или на инквизитор в по-ранните времена. | “ |

През 1958 г. Ръсел посочва аналогията като причина за собствения си атеизъм:
| „ | Би трябвало да се наричам агностик, но за практически нужди съм атеист. Не гледам на съществуването на християнския Бог като на нещо по-вероятно от съществуването на божествата на Олимп или Валхала. Ще дам друга илюстрация: никой не може да докаже, че между Земята и Марс няма чайник, който обикаля по елипсовидна орбита, но никой не мисли, че в това може да се вярва истински. Според мен въпросът с християнския Бог стои по същия начин. | “ |